# 우에다 하지메
우에다 하지메(ウエダハジメ)는 일본의 만화가, 일러스트레이터이다. 다마미술대학 미술학부 회화학과 유화 전공졸업.
간략적으로 기호화된 캐릭터와 세계관, 갈겨그린 듯한 독특한 펜터치가 특징이다.

## 약력
대학 시절에는 만화연구회에 소속되어 있었다. 토우메 케이와 함께 선배인 야마다 레이지의 어시스턴트 등을 경험으로 하고 있다.
2000년에 GAINAX에서 제작한 애니메이션 작품 《프리크리》를 만화로 그리며 데뷔했다.
2015년 5월, 처음으로 개인전을 개최했다.

## 작품

### 단행본
- 《프리크리》 (원작: GAINAX) 매거진ZKC, 고단샤 전 2권 ・ 세이케이샤 문고, 세이카이샤 전 2권
- 《Q코짱 THE 지구침략소녀》 매거진ZKC, 고단샤 전 2권

### 애니메이션
- 《톱을 노려라2!》 (애니, 설정 협력)
- 《우타∽카타》 (변신 코스튬, 제3화 엔드 카드)
- 《괴물 이야기》 (엔딩 애니메이션〈제4화, 제6화 - 제12화, SP〉, 제12화 엔드 카드)
- 《여름의 폭풍! 〜춘하동중〜》 (제10화 엔드 카드)
- 《마법소녀 마도카☆마기카》 (제6화 예고 일러스트)
- 《가짜 이야기》 (엔딩 애니메이션, 히타기의 회상 장면, 원화)
- 《고양이 이야기 (흑)》 (엔딩 애니메이션, 극중 일러스트)
- 《〈이야기〉 시리즈 세컨드 시즌》 (엔딩 애니메이션, 귀신 이야기의 오프닝 애니메이션, 꽃 이야기의 극중  실루엣)
- 《니세코이》 (제2화 제공 백 일러스트)
- 《오키테가미 쿄코의 비망록》×〈이야기〉 시리즈 콜라보 CM (만화)
- 《빙의 이야기》 (엔딩 애니메이션)
- 일본 애니메이터 엑스포 「I can Friday by day!」 (2015년, 웹 방송) 원안・각본
- 《오와리모노가타리》 실루엣
- 《상처 이야기 〈I 철혈편〉》 (원화)
- 《달력 이야기》 (엔딩 애니메이션)

### 에세이
- 《地獄の映画観光》
- 《地獄でみるアニメへるみる》